# Dues tardors a París
Dues tardors a París és una pel·lícula de la directora veneçolana Gibelys Coronado, va ser estrenada comercialment a Veneçuela el 2 de setembre de 2022.
L'estrena a festivals de la cinta va tenir lloc al Festival de Cinema de Bogotà, el 16 d'octubre de 2019. La pel·lícula va ser exhibida per primera vegada a Veneçuela, a la roda de premsa de Miradas Diversas – 1er. Festival de Cinema de Drets Humans, el 27 de novembre de 2019. La pel·lícula es va presentar per a la inauguració del Festival Internacional de Cinema de Guayaquil, el 19 de setembre de 2020.

## Sinopsi
La pel·lícula narra la història d'amor de Maria Teresa i Antonio quan eren joves. Molts anys després d'aquella trobada, és tardor novament i Antonio torna a París convidat a fer una conferència sobre drets humans. En el trajecte de l'aeroport al saló d'esdeveniments, Antonio reconstrueix moment a moment la història d'amor que va viure quan era jove amb la bella Maria Teresa, una jove paraguaiana refugiada política que va escapar del país per salvar-se de la repressió criminal de la dictadura del sanguinari general Alfredo Stroessner. Al Paraguai, Maria Teresa era membre d'un grup polític d'estudiants universitaris oposat a la dictadura, motiu pel qual va ser detinguda i torturada fins que va ser rescatada per les monges que l'ajuden a immigrar França en condició de refugiada. Els joves enamorats decideixen viure junts, cosa que transforma l'Antonio, sense que Maria Teresa abandoni la lluita per la llibertat del Paraguai, havent de decidir entre aquest nou amor passional i el seu país.

## Elenc
Van intervenir al film els següents intèrprets:
- Maria Teresa: Maria Antonieta Hidalgo
- Antonio Adult: Francisco Villarroel
- Antonio Jove: Slavko Sorman
- Ambaixador: Raúl Amundaray
- Oswaldo: Juan Andrés Belgrave
- Alexander: Calique Peréz
- Mare d'Antonio: Sonia Villamizar
- Don Manuel: Alberto Rowinski
- Pedro: Edison Boorosky